# Associazione Calcio Agrigento
L'Associazione Calcio Agrigento è stata una società calcistica con sede ad Agrigento, antecedente della più recente Akragas.

## Storia

L'Agrigento nel 1938-1939

Le origini del calcio ad Agrigento risalgono ai primi anni trenta, con una squadra formata da giovani liceali di nome Associazione Calcio Agrigento che utilizzava per le sue partire il campetto dei salesiani vicino alla Cattedrale di Agrigento, oppure nel Piano Sanfilippo, attuale Piazza Rosselli. In pieno regime fascista il calcio iniziava ad ottenere grande seguito di spettatori, questo grazie anche all'enorme pubblicità derivante dai Mondiali vinti dalla Nazionale di Vittorio Pozzo. Una prima uscita ufficiale fu quella contro calciatori olandesi che si trovavano a Porto Empedocle.
Il 20 novembre 1930 si affilia alla FIGC. Nel 1930-1931 chiuse tra le prime quattro squadre d'Italia del campionato ULIC: campione regionale, elimina l'US Portuaria Bari ed è eliminata dallo Zara in semifinale nazionale. Nel 1933, dopo la retrocessione dalla Prima Divisione, la società si scioglie per ragioni economiche e viene sostituita dall'Unione Sportiva Littorio. Nel 1934-1935 l'AC Agrigento viene ricostituita e si iscrive in Seconda Divisione. Per due anni poi non partecipa ad alcun campionato, salvo poi iscriversi in Prima Divisione nel 1937-1938.
Dopo un andamento altalenante fra la Serie C e i campionati regionali, nel 1952 la squadra si sciolse per fallimento e fu rimpiazzata dall'Unione Sportiva Akragas.
Negli anni '90 una nuova squadra denominata Agrigento prende parte ai campionati regionali. Con il fallimento dell'Akragas Calcio nel 1995, essa diviene la prima squadra cittadina e nell’annata 1997-1998 arriva a conquistare il Campionato Nazionale Dilettanti. La permanenza in interregionale dura solo un anno (1998-1999), poi la formazione retrocede di nuovo in Eccellenza. Al termine della competizione, nell'estate del 1999 avviene la fusione con la storica squadra del capoluogo agrigentino.

## Statistiche e record

### Partecipazione ai campionati
| Livello | Categoria                       | Partecipazioni | Debutto   | Ultima stagione | Totale |
| ------- | ------------------------------- | -------------- | --------- | --------------- | ------ |
| 3º      | Prima Divisione                 | 1              | 1932-1933 | 1932-1933       | 4      |
| 3º      | Serie C                         | 3              | 1939-1940 | 1947-1948       | 4      |
| 4º      | Seconda Divisione               | 2              | 1931-1932 | 1934-1935       | 9      |
| 4º      | Prima Divisione                 | 3              | 1937-1938 | 1941-1942       | 9      |
| 4º      | Promozione                      | 4              | 1948-1949 | 1951-1952       | 9      |
| 5º      | Seconda Divisione               | 2              | 1935-1936 | 1936-1937       | 3      |
| 5º      | Campionato Nazionale Dilettanti | 1              | 1998-1999 | 1998-1999       | 3      |

## Palmarès

### Competizioni regionali
- Promozione: 1

1996-1997 (girone D)

### Altri piazzamenti
- Promozione:

Secondo posto: 1948-1949 (girone O), 1949-1950 (girone O)